# SN 1998X
SN 1998X – supernowa typu II odkryta 13 marca 1998 roku w galaktyce NGC 6754. W momencie odkrycia miała maksymalną jasność 17,00m.